# ابن مرزوق الحفيد
ابن مرزوق الحفيد .(766 هـ/ 842 هـ)، هو محمد بن أحمد بن الخطيب شمس الدين محمد بن أحمد بن أبي بكر بن مرزوق العجيسي شمس الدين أبو عبد الله التلمساني حفيد ابن مرزوق الخطيب الصوفي المشهور، اسمه: محمد بن أحمد بن محمد بن أحمد بن محمد بن أبي بكر بن مرزوق، العجيسي التلمساني، وكنيته أبو عبد الله، يعرف بـ «الحفيد» أو «حفيد ابن مرزوق»؛ تمييزا له عن جده الخطيب ابن مرزوق صاحب المسند الصحيح الحسن. ولد في تلمسان سنة ست وستين وسبعمائة هجرية، وتوفي سنة اثنتين وأربعين وثمانمائة هجرية، فقيه مفسر حافظ للحديث، حجة في الإفتاء عند المالكية، عالم بأصول الفقه والنحو واللغة، بارع في الخطابة ونظم الشعر،
أخذ عن والده وعمه وجده وسعيد العقباني وغيرهم، وأخذ عن ابن عرفة في الفقه، وأبي العباس القصار، وأخذ بفاس عن ابن حياتي والمكودي، ثم انتقل إلى القاهرة وبها أخذ عن ابن خلدون، والفيروز آبادي، والنويري صاحب النهاية، والزين العراقي، وسراج الدين ابن الملقن وغيرهم، سافر للحج مرتين وأخذ عن أعلام زمانه في بلده وفي مكة والقاهرة وغيرها، وكان ماهرا في مختلف الفنون، اتصف بالزهد والورع، وكان مرجعا لفقه المالكية، له مؤلفات كثيرة في مختلف الفنون.

## اسمه ومولده
محمد بن أحمد بن محمد بن أحمد بن محمد بن محمد بن أبي بكر بن محمد بن مَرْزُوق أبو عبد الله العجيسي التلمساني المالكي ويعرف بـ «حفيد ابن مرزوق»، وقد يختصر بـ «ابن مرزوق».
ولد في الثالث عشر من شهر ربيع الأول سنة ست وستين وسبعمائة، وفي نفح الطيب: «ومولده كما ذكر في شرحه على البردة: ليلة الإثنين رابع عشر من ربيع الأول عام ستة وستين وسبعمائة..»، وهو أي: المترجم له يروي ذلك عن والدته.

## نشأته وتعليمه
تعلم تلاوة القرآن بقراءة نافع المدني على: عثمان بن رضوان بن عبد العزيز الصالحي الوزروالي وانتفع به فِي القراءات والعربية، وأجاز له أبو القسم محمد بن محمد بن الخشاب، ومحدث الأندلس محمد بن عليّ بن محمد الأنصاري الحفار، ومحمد بن محمد بن علي بن عمر الكِنَانِي القيجاطي، وعبد الله بن عمر الوانغلي وأخرون.
في سنة تسعين وسبعمائة سافر للحج رفقة ابن عرفة، وفي رحلته سمع بالإسكندرية من الدماميني، وبمكة من نور الدين العقيلي النويري، وقرأ فيها البخاري على ابن صديق، وسمع بالقاهرة من البلقيني وابن الملقن والعراقي وابن حاتم. وحج مرة أخرى سنة تسع عشر وثمانمائة ولقي ابن حجر والزين رضوان بمكة، وقرأ عليه ثلاثيات البخاري بقراءته لها على ابن صديق.

## مشائخة ومن أخذ عنهم
أخذ العلم عن جماعة العلماء منهم: أبو عبد الله الشريف التلمساني، وعن عالم المغرب القاضي أبو عثمان سعيد العقباني التلمساني، وأبو إسحاق إبراهيم المصمودي، وأفرد ترجمته بتأليف، وأخذ عن عثمان الزروالي في القراءات والعربية وتعلم عليه تلاوة القرآن برواية نافع، وعن عمه وأبيه، ويروي عن جده بالإجازة، وابن عرفة، وأبي العباس القصار التونسي، وبفاس عن النحوي أبي حيان وأبي زيد المكودي، وجماعة غيرهما، وبمصر عن السراج البلقيني، والزين الحافظ العراقي، والشمس الغماري، والسراج ابن الملقن، والفيروزآبادي صاحب القاموس، والمحب ابن هشام ابن صاحب المغني، والنور النويري، وابن خلدون، والقاضي التنسي، وغيرهم.
وأجازه أبو القاسم محمد بن الخشاب ومحمد بن علي الحفار الأنصاري ومحمد القيجاطي، وحج قديما سنة تسعين وسبعمائة رفيقا لابن عرفة، وسمع من ابن البهاء الدماميني والنور العقيلي بمكة، وفيها قرأ البخاري على ابن صديق، ولازم المحب ابن هشام وأخذ عنه في العربية، وحج مرة أخرى سنة تسع عشرة وثمانمائة، ولقيه الزيني رضوان بمكة، وكذا لقيه ابن حجر العسقلاني.

## تلاميذه والرواة عنه
وأخذ عنه جماعة منهم: عبد الرحمن الثعالبي، والقاضي عمر القلشاني، وابن العباس، والعلامة نصر الزواوي، وسيدي الحسن أبركان، وابنه، وأبي البركات الغماري، وأبي الفضل المشدالي، وقاضي غرناطة أبي العباس ابن أبي يحيى الشريف، وإبراهيم ابن فائد، وأبي العباس الندرومي، وابنه ابن مرزوق الكفيف، وسيدي علي بن ثابت، والشهاب بن كحيل التجاني، والعلامة أحمد بن يونس القسمطيني، والعلامة يحيى بن زيد، وأبي الحسن القلصادي، وعيسى بن سلامة البسكري، وابن زكري التلمساني، وغيرهم، كالحافظ التنسي التلمساني. قال أحمد المقري التلمساني في نفح الطيب: «وسندي إليه عن عمي الإمام سيدي سعيد المقري، عن الشيخ أبي عبد الله التنسي، عن والده الحافظ أبي عبد الله محمد التنسي المذكور، عن ابن مرزوق المذكور بكل مروياته وتآليفه».

## مؤلفاته
لابن مرزوق الحفيد مؤلفات كثيرة نظما ونثرا وتتضمن الشروح والمتون والمختصرات والمنظومات والرسائل والمباحث والردود والمحادثات، في الحديث والفقه والنحو والعروض والقوافي وفي الرقاق وغيرها، ومنها ما استكمل ومنها ما لم يستكمل، وقد ذكرها العلماء في كتب التراجم ومنهم: السخاوي في الضوء اللامع، وأحمد المقري التلمساني في نفح الطيب، ومنهم من رواها عنه، ومن مؤلفاته:
- شرح التهذيب وسماه روضة الأديب ومنتهى أمل اللبيب في شرح التهذيب
- ثلاثة شروح على البردة وهي:
  - إظهار صدق المودّة في شرح البردة (وهو الشرح الأكبر للبردة)، قال عنه في نفح الطيب: واستوفى فيه غاية الاستيفاء، وضمنه سبعة فنون في كل بيت، كما له:
  - الشرح الأوسط للبردة
  - الشرح الأصغر المسمى بـ «الاستيعاب لما في البردة من البيان البديع والمعاني والإعراب»، شرح مختصر.

ومن مؤلفاته بطريقة النظم:
- الروضة وهي الأرجوزة الكبرى في علم الحديث.
- الحديقة وهو اختصار تأليف كتاب روضة الأريب أو: الأديب.
- المقنع الشافي وهي أرجوزة في الميقات في ألف وسبعمائة بيت
- أرجوزة في تلخيص ابن البنا
- أرجوزة في تلخيص المفتاح نظمه في حال صغره
- أرجوزة ألفية في القراءات على نمط حرز الأماني للشاطبي
- أرجوزة في جمل الخونجي
- أرجوزة في اختصار ألفية ابن مالك
- أرجوزة مختصر الحديقة في علم الحديث

ومن مؤلفاته أيضا:
- الاستدلالات الربانية
- برنامج الشوارد
- أجوبته وفتاويه على المسائل المنوعة
- شرح على ابن الحاجب الفرعي
- شرح مختصر ابن الحاجب
- مختصر الحاوي في الفتاوي لابن عبد النور

ومن مؤلفاته التي أكملها:
- شرح الجمل للخونجي وسماه: منتهى الأمل، أو نهاية الأمل
- ثلاثة شروح للبردة
- نظم متن الجمل، أي: جمل الخونجي
- الروضة وهي منظومة في علوم الحديث
- الحديقة وهي منظومة مختصره في علم الحديث
- المقنع الشافي وهي أرجوزة في الميقات في ألف وسبعمائة بيت
- المفاتيح المرزوقية لحل الأقفال واستخراج خبايا الخزرجية، شرح متن الشافية في علم العروض والقافية لضياء الدين الخزرجي
- الغاية القراطيسية في شرح الشقراطيسية، ذكره في نفح الطيب، والمفاتيح القراطيسية في شرح الشقراطيسية، كما في نيل الابتهاج، وذخائر القرطيسة في شرح الشقراطيسية، كما في الضوء اللامع، والشقراطيسة منظومة لأبي عبد الله محمد بن شقراطيس.
- واغتنام الفرصة في محادثة عالم قفصة وهو أجوبة عن مسائل في فنون العلم وردت عليه من علامة قفصة أبي يحيى ابن عقيبة فأجابه عنها
- والمعراج إلى استمطار فوائد الأستاذ ابن سراج في كراسة ونصف، أجاب به أبا القاسم ابن سراج الغرناطي عن مسائل نحوية ومنطقية

- أنوار اليقين في شرح حديث أولياء الله المتقين وهو حديث أول حلية أبي نعيم في شأن البدلاء وغيرهم
- الدليل المومي في ترجيح طهارة الكاغد الرومي
- النصح الخالص في الرد على مدعي رتبة الكامل الناقص في سبعة كراريس، رد به على عصريه الإمام أبي الفضل قاسم العقباني في فتواه في مسألة الفقراء الصوفية لما صوب العقباني صنيعهم وخالفه هو.
- مختصر الحاوي في الفتاوي لابن عبد النور
- الروض البهيج في مسائل الخليج
- أنوار الدراري في مكررات البخاري
- أرجوزة نظم تلخيص ابن البناء
- رجز تلخيص المفتاح، نظمه في حال صغره
- رجز حرز الأماني
- رجز جمل الخونجي
- رجز اختصار ألفية ابن مالك
- مؤلف في مناقب شيخه المصمودي
- تفسير سورة الإخلاص على طريقة الحكماء، وهذه كلها تامة.

### مؤلفاته التي لم يكملها
أما ما لم يكمل من تآليفه فمنها:
1. المتجر الربيح والسعي الرجيح والمرحب الفسيح في شرح الجامع الصحيح
2. روضة الأريب في شرح التهذيب
3. المنزع النبيل في شرح مختصر خليل، شرح منه كتاب الطهارة في مجلدين، ومن الأقضية إلى آخره في سفرين
4. إيضاح السالك على ألفية ابن مالك، إلى اسم الإشارة أو الموصول مجلد كبير في قدر شرح المرادي
5. وشرح شواهد شراح الألفية إلى باب «كان» مجلد

وله:
1. مجموعة من الخطب
2. أجوبته وفتاويه على المسائل

ومن تآليفه أيضا عقيدته المسماة؛
1. عقيدة أهل التوحيد المخرجة من ظلمة التقليد
2. الآيات الواضحات وفي وجه دلالة المعجزات
3. الدليل الواضح المعلوم في طهارة كاغد الروم
4. إسماع الصم في إثبات الشرف من قبل الأم

ومن مؤلفاته:
1. شرح ابن الحاجب الفرعي
2. شرح التسهيل.[9]

### مؤلفاته
| لابن مرزوق الحفيد من الكتب: - الاستيعاب لما في البردة من البيان والأعراب في شرح قصيدة البردة. - إظهار صدق المودة في شرح قصيدة البردة. - إسماع الصم في إثبات الشرف من قبل الأم. - أشرف الطرف للملك الأشرف. - الاعتراف في ذكر ما في لفظ أبي هريرة من الانصراف. - اغتنام الفرصة في محادثة عالم قفصة، وهو أجوبة عن مسائل في فنون العلم وردت عليه من علامة قفصة أبي يحيى بن عقبة فأجابه عنها. - أنوار الدراري في مكرمات البخاري. - أنوار اليقين في شرح حديث أولياء الله المتقين. - الآيات الواضحات في وجه دلالة المعجزات. - إيضاح السالك على ألفية ابن مالك. - تفسير سورة الأخلاص. - الدليل المومي في ترجيح طهارة الكاغد الرومي. - الدليل الواضح المعلوم في طهارة كاغد الروم. - ديوان خطب. - رجز تلخيص ابن البناء. - رجز تلخيص المفتاح. - رجز حرز الأماني. - رجز الخزرجية. | - الروض البهيج في مسائل الحجيج. - روضة الأريب في شرح التهذيب. - الروضة رجز في الحديث. - شرح التسهيل. - شرح شواهد الألفية. - عقيدة أهل التوحيد المخرجة من ظلمة التقليد. - المتجر الربيح والسعي الرجيح والمرحب الفسيح في شرح الجامع الصحيح للبخاري، لم يكمل. - المسند الصحيح الحسن من أحاديث السلطان أبي الحسن. - المعراج إلى استمطار فوائد الأستاذ ابن السراج في النحو. - الغاية القراطيسية في شرح الشقراطيسية. - ذخائر القراطيسية في شرح الشقراطيسية. - المفاتيح القرطاسية في شرح الشقراطيسية. - المفاتيح المرزوقية لحل الأقفال واستخراج خبايا الخزرجية، شرح متن الشافية في علم العروض والقافية لضياء الدين الخزرجي. - المقنع الشافي رجز في الميقات. - منتهى الأمل في شرح الجمل للخونجي في المنطق. - منتهى أمل اللبيب في شرح التهذيب للبرادعي. - المنزع النبيل في شرح مختصر الخليل. - النصح الخالص في الرد على مدعي رتبة الكامل الناقص. - النور البدري قي التعريف بالمقري. - مناقب المصمودي شيخه. |

### وفاته
ومات بتلمسان في عشية الخميس رابع عشر شعبان سنة اثنتين وأربعين عن ست وسبعين سنة، وأرخه بعض في ربيع منها والأول أضبط رحمه الله.